# Дикаріон
Дикаріо́н (від грец. di — «два» і karyon — «горіх», посилаючись на ядро клітини) — попарно зближені гаплоїдні ядра у клітинах (дикаріотичних клітинах) деяких живих організмів, проте, найхарактерніше для представників підцарства вищих грибів (Dikarya) царства грибів. Утворення дикаріонів — плезіоморфна ознака підцарства Dikarya, який включає як аскомікотових грибів, так і базидіомікотових грибів.
В деяких грибних клітинах, після плазмогонії, у процесі соматогамії, два гаплоїдні ядра клітин гіфи зближуються попарно, співіснують без каріогамії, та синхронно діляться таким чином, що парні ядра зберігаються як в материнських, так і в дочірніх клітинах. У Аскомікотових грибів дикаріонтична стадія розвитку наступає лише під час утворення плодового тіла, шляхом злиття клітин "+" та "-" міцеліїв й утворення аскогону. Аскогон дає початок розвитку фертильних, на яких утворюються аски, та стерильних гіф. У базидіомікотових грибів дикаріонтична стадія є переважаючою у життєвому циклі. Дикаріон у них утворюється одразу після проростання базидіоспори у монокаріонтичний міцелій, в результаті соматогамії між "+" та "-" міцеліями. 